# Жджанне
Жджанне (або Жданне, Жджане, пол. Żdżanne) — село в Польщі, у гміні Сенниця-Ружана Красноставського повіту Люблінського воєводства. Населення — 355 осіб (2011).

## Історія
1459 року вперше згадується православна церква в селі.
У 1806 році зведено греко-католицьку церкву. За даними етнографічної експедиції 1869—1870 років під керівництвом Павла Чубинського, у селі здебільшого проживали греко-католики, які розмовляли українською мовою. 1872 року місцева греко-католицька парафія налічувала 756 вірян.
У 1921 році село входило до складу гміни Рудка Красноставського повіту Люблінського воєводства Польської Республіки. За переписом населення Польщі 10 вересня 1921 року в селі налічувалося 90 будинків та 537 мешканців, з них:
- 260 чоловіків та 277 жінок;
- 175 православних, 320 римо-католиків, 22 юдеї, 20 християн інших конфесій;
- 114 українців, 418 поляків, 5 євреїв.

У 1938 році польська влада в рамках великої акції руйнування українських храмів на Холмщині і Підляшші перевела місцеву українську церкву на римо-католицтво. Під час Другої світової війни у селі діяла українська школа.
У 1975—1998 роках село належало до Холмського воєводства.

## Населення
Демографічна структура станом на 31 березня 2011 року:
|          | Загалом | Допрацездатний вік | Працездатний вік | Постпрацездатний вік |
| -------- | ------- | ------------------ | ---------------- | -------------------- |
| Чоловіки | 171     | 31                 | 118              | 22                   |
| Жінки    | 184     | 27                 | 105              | 52                   |
| Разом    | 355     | 58                 | 223              | 74                   |